# 鉻酸鋅
鉻酸鋅（化学式：ZnCrO4）是一種含鉻酸根陰離子的鋅化合物，室溫下為無氣味的黃色粉末或黃綠色晶體，常添加於抗腐蝕底漆與美術顏料等。
1920年代，福特汽車研發出鉻酸鹽處理製程，將鉻酸鋅鍍在金屬表面上，後廣泛地應用於工業製程。1930至1940年代，美國軍方也廣泛地將鉻酸鋅塗料應用於軍用飛機上。由於近年來發現鉻酸鹽具有致癌性，因此鉻酸鋅使用量大為減少。

## 製備
目前工業上常用的鉻酸鋅製備方法為鉻酸鹽處理，此方式是將鋅或鍍鋅金屬放置在重鉻酸鈉與硫酸混和溶液數秒，使金屬表面產生鉻酸鋅塗層。另外，透過鉻酸鉀（K2CrO4）與硫酸鋅（ZnSO4）的混和反應，也可產生鉻酸鋅沉澱物，其反應式如下：
{\displaystyle {\rm {\ K_{2}CrO_{4}+ZnSO_{4}\rightarrow ZnCrO_{4}+K_{2}SO_{4}}}}

## 應用

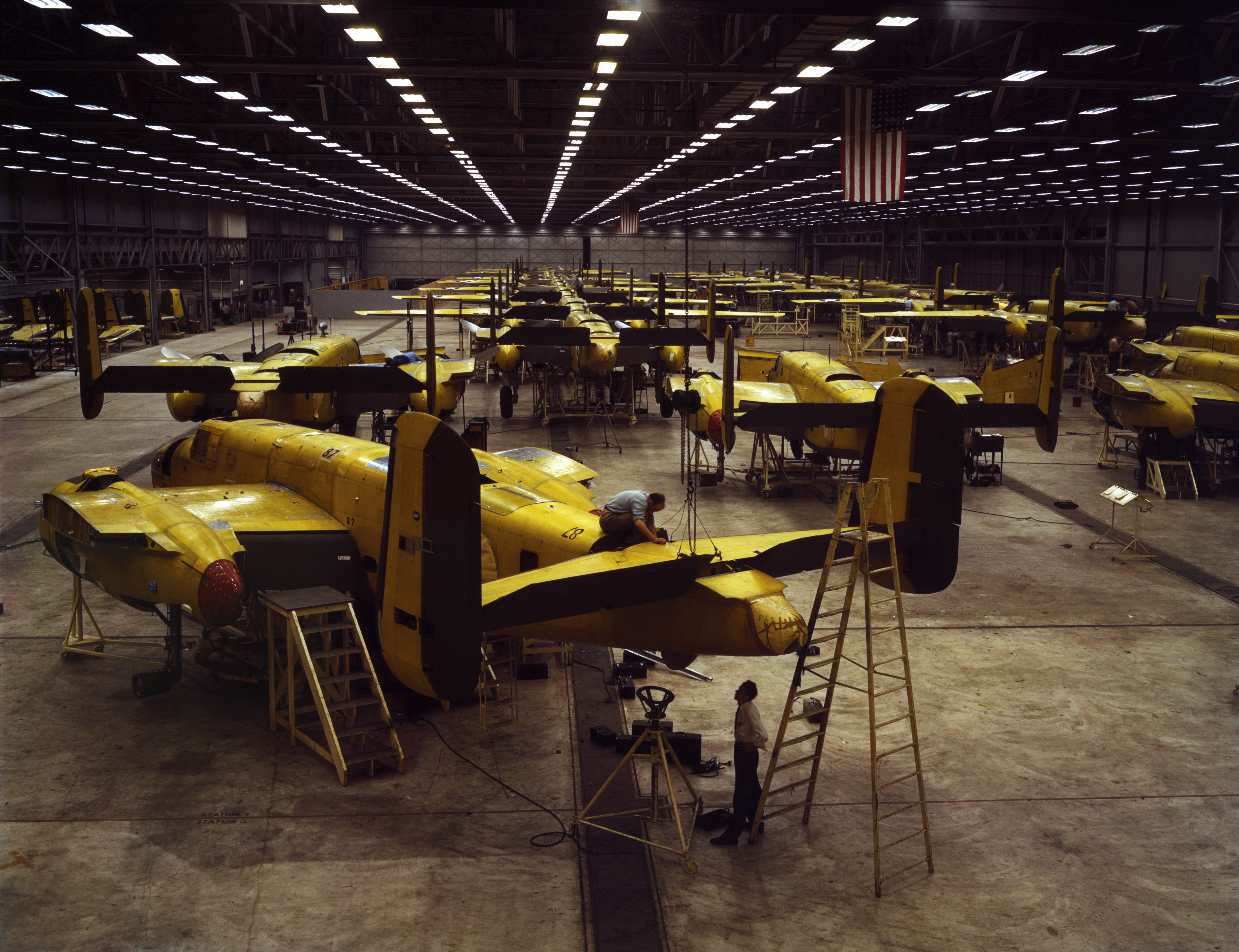
1942年，美軍B-25米切尔型轰炸机在裝配時常使用含有鉻酸鋅的底漆當金屬塗層。

鉻酸鋅在工業中主要用途為鐵或鋁材上的塗層，特別是1930至1940年代的美國軍方將鉻酸鋅塗料廣泛地用於軍用飛機上，另外在太空與汽車工業上也常使用鉻酸鋅塗料當作金屬塗層。鉻酸鋅塗料最初應用於商用飛機中鋁合金部件的抗腐蝕劑，後來廣泛地應用於軍用飛機中。在1940至1950年代期間，鉻酸鋅塗料通常用於美國軍用飛機上伸縮起落架輪艙內，增加此區域的鋁材抗腐蝕能力。這類型的化合物塗料抗腐蝕能力非常有用，非常適合當作抗腐蝕或防銹底漆。後來研究人員發現鉻酸鋅具有高毒性，並且會破壞金屬表面的有機物生長。除了當作抗腐蝕底漆外，鉻酸鋅還應用於噴漆、美術顏料、清漆油料、油氈等，當作顏色染料用。
當用作美術顏料時又稱為鋅黃、毛茛黃、36锌铬黄等。這類型顏料在藝術作品中很少人使用，因為當顏料退色後很容易從黃色轉變為棕色，在法國畫家喬治·修拉的作品《大碗岛的星期天下午》可觀察到這種氧化現象。研究人員針對修拉的繪畫作品徹底調查鋅黃退色現象，並利用顏料退色的變化過程，應用在繪畫的數位修復技術上。
在航太技術上，鉻酸鋅油灰被用來當作O形環密封膠，挑戰者號太空梭的固體火箭推進器曾用這類型O形環。發生災難後，研究人員認為密封膠上的氣孔可能是造成氣體泄漏的原因之一。

## 毒性
近期研究顯示，鉻酸鋅不僅毒性很強，而且還是致癌物質之一。在過度暴露鉻酸鋅下，會導致組織潰瘍和癌症發生。《英國工業醫學雜志（英語：British Journal of Industrial Medicine）》針對鉻酸鋅的毒性發表一項研究結果，顯示工廠使用鉻酸鋅的數量，與患得肺癌的工人數有著顯著相關性。由於其毒性很強，近年來鉻酸鋅的使用量大大減少。